# Portola Valley

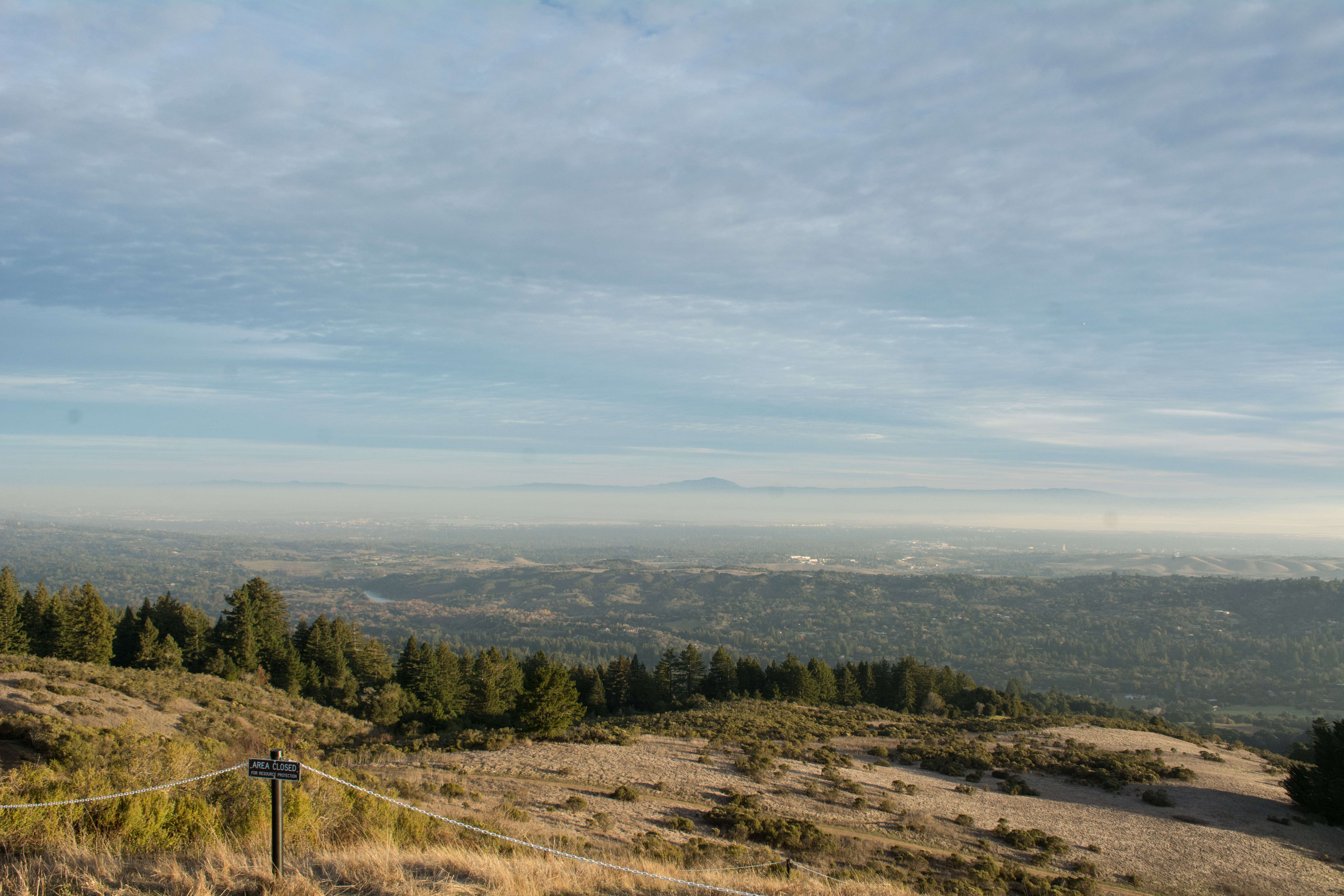
Blick über das Portola Valley

Portola Valley ist eine Stadt im San Mateo County im US-Bundesstaat Kalifornien mit 4456 Einwohnern (Stand: 2020).
Größere Städte in der Umgebung sind Palo Alto, Los Altos, Menlo Park und Mountain View.

## Persönlichkeiten
- Joseph Fil (* 1953), Offizier der United States Army